# 올드 동맹
올드 동맹(스코트어: Auld Alliance, 프랑스어: Vieille Alliance, "오랜 동맹")은 1294년 스코틀랜드 왕국과 프랑스 왕국 사이에 맺어진 동맹이다. 잉글랜드의 침입을 막기 위한 목적으로 형성됐다. 스코틀랜드어 단어 auld는 오래된 (old)를 뜻하며, 두 국가 간 오랜 기간 지속된 동맹을 나타내는 친밀한 용어가 되기도 하였다. 스코틀랜드의 국왕 제임스 6세가 잉글랜드의 국왕 제임스 1세로 즉위한 1603년의 왕국연합이 이뤄질때까지 지속되었다.
이 동맹은 1295년을 시작으로 1560년 에든버러 조약까지 스코틀랜드, 프랑스, 잉글랜드 관계에서 중요한 역할을 했다. 루이 11세 시기를 제외한 모든 프랑스의 국왕과 스코틀랜드의 국왕들은 동맹을
지속하였다. 14세기 말부터는 양쪽의 왕국이 잉글랜드와 전쟁 중이 었는지 여부에 관계없이 재개되었다.
긴다리 왕 에드워드에 맞서 1295년 존 발리올과 필리프 4세가 협정을 맺은 것으로 기원이 거슬러 올라간다. 이 조약의 조건은 양쪽의 어느 국가가 잉글랜드에게서 침입을 받으면, 다른 국가가 잉글랜드를 공격하는 것이였으며, 이것은 잉글랜드가 프랑스를 상대로 군사 활동을 벌인 대응으로 스코틀랜드가 잉글랜드를 공격한 1513년 플로든 전투에서 볼 수 있다. 올드 동맹은 스코틀랜드 독립 전쟁, 백년 전쟁, 캉브레 동맹 전쟁, 러프 우잉 전쟁등 잉글랜드와 두 국가 사이에 일어난 분쟁에서 중요 역할을 했다.

## 역사
7세의 나이에 사망한 스코틀랜드의 왕비 마르그레트 에이릭스도티르와 스코틀랜드에 대한 그의 영향력을 발휘한 기회를 가지게 된 야심 많은 잉글랜드의 국왕 에드워드 1세로 인해 왕위 문제가 발생하였다. 1295년 에드워드 1세가 스코틀랜드 전역을 정복하면서 이 문제는 해결되었다. 스코틀랜드의 임시 위원회였던 12 의원회는 이에 대한 반응으로 그들이 할 수 있는 동맹을 구하였다. 프랑스와 잉글랜드는 필리프 4세가 1293년에 잉글랜드가 보유한 가스코뉴 영토 몰수를 선포하면서 전쟁이 임박했었고, 프랑스와의 동맹은 확실한 선택이었다. 1295년 10월 필리프에게 도착한 스코틀랜드 대사들은 파리 조약에 동의했다.
올드 동맹이 된 이후의 모든 갱신과 마찬가지로 이 조약은 스코틀랜드보다 프랑스가 더 이득이였다. 프랑스는 가스코뉴에 대한 잉글랜드와의 투쟁을 계속할 필요가 있었다. 그러나 스코틀랜드와 잉글랜드 사이의 전면전에 대한 비용은 스코틀랜드가 부담해야만 했다.그럼에도 멀리 변방 지역이자 가난한 스코틀랜드는 이제 유럽의 주요 강국과 맞섰다. 실질적이기보다는 상징적이라 할지라도 동맹의 이점은 스코틀랜드와 크게 관련이 있다.
그러나 단기간 동안에 이 조약은 스코틀랜드에 대한 독립을 뿌리봅기 위해 1296년에 스코틀랜드를 공격하여 엄청난 피해를 준 에드워드에 대한 보호를 해주지 못했다. 더욱이 1299년에 "지속적 평화와 우애" 조약에 따라 프랑스와 잉글랜드 사이 적대 행위가 중단되면서, 에드워드는 그의 집중과 병력을 스코틀랜드에 모두 전념할 수 있게 되었다. 결국에 스코틀랜드는 프랑스와의 올드 동맹보다는 로버트 1세의 군사적 감각 및 영감과 에드워드 2세의 실수로 살아남을 수 있었다.
1326년 로버트는 코르베유 조약으로 올드 동맹을 갱신하였다. 이 동맹을 갱신하게 된 이유는 다른 어떤 것보다 예방 차원이였다: 양측의 국가는 당시 잉글랜드를 위험하게 보았다. 하지만 이 동맹은 1330년 에드워드 3세가 스코틀랜드 정복을 마치고 프랑스 지역에서 그의 영토 회복 준비를 하면서 급속히 바뀌었다. 프랑스-스코틀랜드 동맹은 처음으로 비상 상황에 놓이게 되었다.
1346년 에드워드는 크레시 전투에서 프랑스군을 괴멸시켰다. 두 달 뒤 스코틀랜드의 국왕 데이비드 2세는 네빌스크로스 전투에서 포로로 잡히며, 잉글랜드 북부 침입을 실패했다. 에드워드의 포로로 잡혀있는 동안의 11년간의 부재는 내부 문제와 스코틀랜드의 권력 분쟁을 증가시켰을 뿐이였다. 데이비드 2세는 그의 자유를 얻는 대가로 강화를 체결해야만 했다. 1357년 그가 석방됐음에도 스코틀랜드에 대한 잉글랜드의 관심을 막는데 남은 재위 기간을 썼다.
동맹은 글래스고 주교와 갤러웨이 경으로 이뤄진 대사단이 프랑스에 가면서 재개되었다. 이번 동맹 조약은 6월 30일 뱅센 성에서 샤를 5세가, 10월 28일 로버트 2세가 에든버러 성에서 서명했다. 친프랑스 정책의 로버트 2세의 즉위는 즉시적인 올드 동맹의 재개로 이어졌지만 스코틀랜드에 대한 이익은 엇갈렸다. 1385년에 잉글랜드에 대한 프랑스-스코틀랜드군의 침공 계획이 취소되었다. 이 계획에는 처음으로 스코틀랜드에 소규모 프랑스군을 보내는 것이 포함됐었다. 프랑스의 공격이 구체화되지 못하면서 이 계획은 어떠한 형태로도 이뤄지지 못 했다. 스코틀랜드와 프랑스 사이 악화된 관계는 프랑스의 연대기 작가 장 프루아사르가 "프랑스 왕이 잉글랜드와 2, 3년 강화를 하고 스코틀랜드로 진격하여 이들을 파괴하길 원했다고" 쓴 내용으로 보여준다.
공격적인 잉글랜드의 새로운 랭커스터 왕가의 왕들에 저항하기 위해서는 두 왕국에게 있어서 동맹은 아직까지 필수적이였기에 15세기에도 동맹이 유지되었다. 1415년 헨리 5세의 군대에게 패배의 끝에 놓여있던 프랑스의 도팽 샤를 7세는 동맹인 스코틀랜드에 도움을 요청했다. 1419년과 1424년 사이에 많게는 15,000명 가량의 스코틀랜드군이 프랑스에 보내졌다.
프랑스와 스코틀랜드군은 1421년 보제 전투에서 잉글랜드에게 승리를 거뒀다. 이 전투는 백년 전쟁에 있어서 큰 터닝 포인트였고, 전투의 중요성은 매우 컸다. 이 승리는 잠시 뿐이였고: 1424년 베르누이 전투에서 스코틀랜드군은 패배하고 말았다. 이 패배에도 스코틀랜드는 프랑스에게 잉글랜드의 우위로부터 효과적으로 방어를 해내고, 숨을 쉴 공간을 마련해주었다.
게다가 1429년에 스코틀랜드군은 그 유명한 오를레앙 해방 당시에 잔 다르크를 도우러 오기도 했다. 또한 스코틀랜드 병사들은 프랑스의 국왕의 친위 부대 가르드 에코세즈에 복무하기도 했다. 프랑스로 향한 많은 스코틀랜드 군인들은 그곳에 정착하기로 택했다. 일부 장교들은 프랑스내 작위와 땅들을 부여받기도 했다. 15-16세기에 그들은 자연적으로 프랑스화가 되었다.

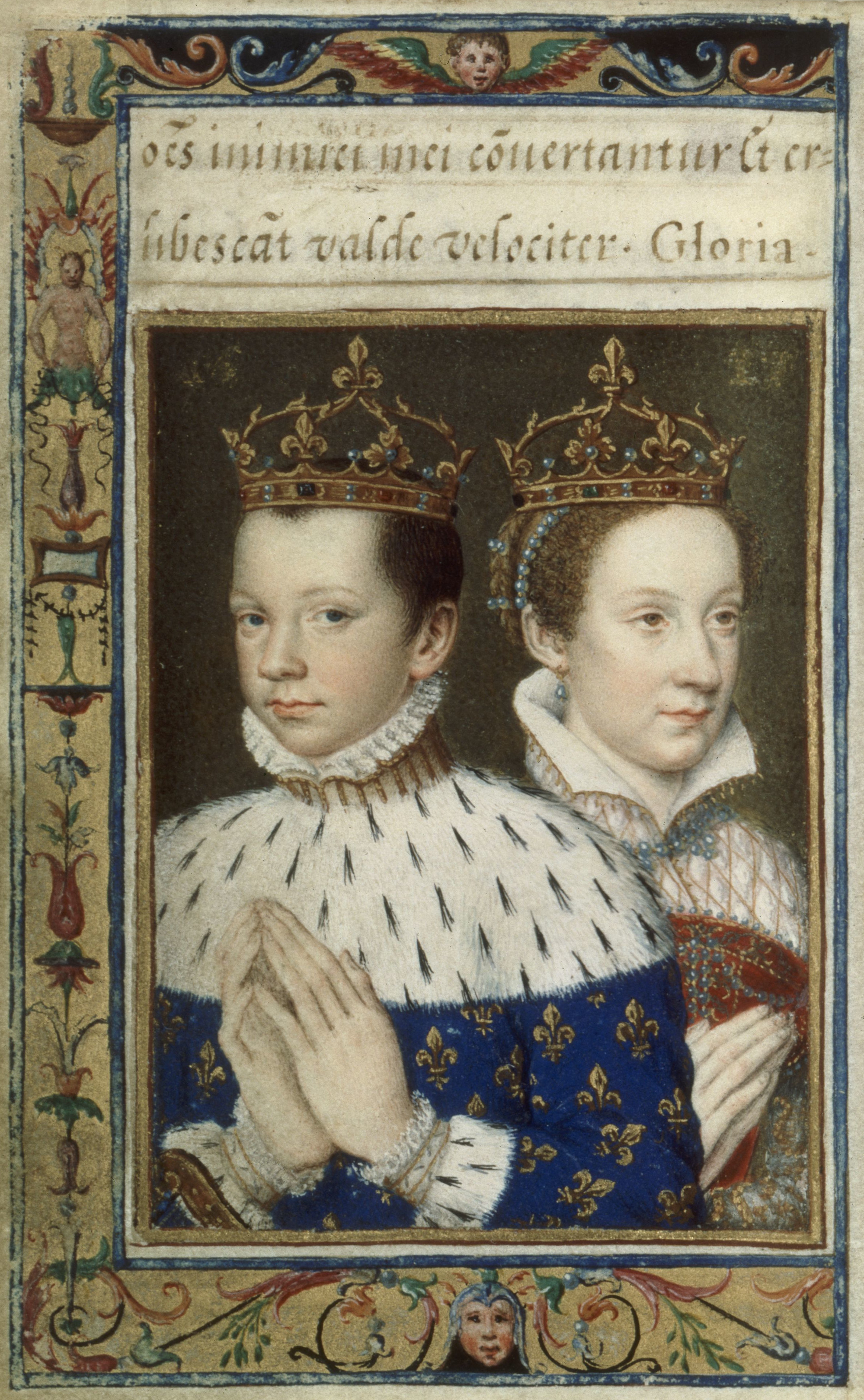
스코틀랜드 여왕 메리와 프랑스의 국왕 프랑수아 2세의 혼인으로 잠시 올드 동맹이 부활했었다.

15세기 남은 세월 동안 올드 동맹은 공식적으로 네 차례 재개되었다. 백년 전쟁에서 최종적으로 프랑스의 승리와 장미 전쟁에 따른 잉글랜드의 혼란은 잉글랜드의 위협이 크게 줄어든 것을 의미했고, 추가적으로 동맹은 거의 쓸모없는 상태가 되었다. 장미 전쟁에서 잉글랜드는 올드 동맹이 참여하는걸 막아내지 못 했고, 그들은 요크 가에 맞서는 랭커스터 가를 지원하는 대가로, 많은 요새들과 저지섬, 잉글랜드 북부의 베릭어폰트위드 같은 일부 영토를 얻는 이득을 보았으며, 전쟁에서 요크 가의 승리와 그들이 그들에게 준 영토를 다시 되찾으려 함에도, 이들은 요크 가의 통치에 저항하는 이들을 지원했고, 심지어는 1485년 보즈워스 전투에서 마지막 랭커스터 가 출신 헨리 7세를 지원했다. 16세기 초에 잉글랜드의 평화의 신호로서 헨리 7세의 딸들인 마거릿 튜더와 제임스 4세, 메리 튜더와 루이 12세의 혼인은 프랑스-스코틀랜드 동맹에게 마침내 좋게 끝나는거처럼 보였다.
공식적으로 검토된 1512년에 동맹은 극적인 부활을 겪었다 (1517년과 1548년에 다시 이뤄짐). 그 두 차례의 동맹은 곧 없어졌지만 스코틀랜드는 1513년 플로든에서 제임스 4세와 귀족 대부분이 사망한 후 여전히 어려움을 겪었다. 15세기 전체 기간에 잉글랜드-프랑스, 스코틀랜드-잉글랜드의 분쟁은 계속되었지만, 올드 동맹을 이끌어낸 확실성은 사라졌다. 스코틀랜드 일대에서 생긴 개신교 측은 프랑스보다는 잉글랜드와의 친밀한 관계를 선호했다.
1558년 두 왕국 사이의 올드 동맹은 스코틀랜드 여왕 메리가 장차 프랑스의 국왕 프랑수아 2세와 혼인함으로서 마지막으로 재건했지만, 1560년까지만 지속됐다. 1568년에 메리가 잉글랜드에서 추방당한후, 스코틀랜드는 잉글랜드 왕위 뿐만 아니라 스코틀랜드의 왕위를 계승한 제임스 6세에 의해 개신교 국가로 바뀌었다.
잉글랜드와 긴밀한 관계를 맺으려는 그의 열망은 동맹의 필요성을 상실했다는 것을 의미했다. 동맹이 결성된 지 250년도 더 지난 1560년대에 스코틀랜드와 프랑스 사이에 공식적 조약들은 에든버러 조약으로 공식적으로 종결되었다. 스코틀랜드의 종교 개혁과 함께 스코틀랜드는 개신교 국가임을 선포했고, 개신교 국가인 잉글랜드와의 동맹을 맺었다. 종교 개혁 기간에 개신교 신자들의 군주는 올드 동맹을 부정하고 프랑스의 섭정 마리 드 기즈에 맞서 버윅 조약으로 잉글랜드에 대한 군사적 지원을 중개했다. 200명의 스코틀랜드 병사들이 위그노 전쟁 동안에 프랑스 국왕에 맞서며 어려움을 겪던 프랑스 위그노들을 도우러 1562년 노르망디에 보내지기도 했다. 그러나 가르드 에코세즈는 1830년 샤를 10세가 퇴위할때까지 지속되었다.

## 영향
주로 군사적, 외교적 협정이였음에도, 올드 동맹은 프랑스군에서 복무한 스코틀랜드인들에 때문에 건축, 법률, 스코틀랜드어, 요리를 포함한 여러 방식으로 스코틀랜드인들에게 영향력을 끼쳤다. 법률에 끼친 영향으로 스코틀랜드인들은 자주 프랑스의 대학교들에 진학했고, 일부는 나폴레옹 시대까지 이어졌다. 프랑스에서 온 다른 지적 영향력은 18세기까지 계속되었다. 건축학적 영향에 대한 예시에는 프랑스 성의 방식대로 지어진 두 개의 스코틀랜드 성이다: 보스웰 성과 킬드러미 성
이 모든 문화적 교류에도 불구하고 스코틀랜드 역사가 J. B. 블랙은 이 동맹에 대해 말하길 "올드 동맹에 대한 스코틀랜드인들의 사랑은 문화 공동체에 의해 키워진 긍정적인 감정이 결코 아니었지만, 잉글랜드를 향한 증오에 대한 부정적인 기반에 인위적으로 창조된 애착이였으며, "나의 적의 적은 우리의 친구"라는 철학적 이론에서 온 한낱 이익이였을뿐이였다"라고 하였다.

## 유산

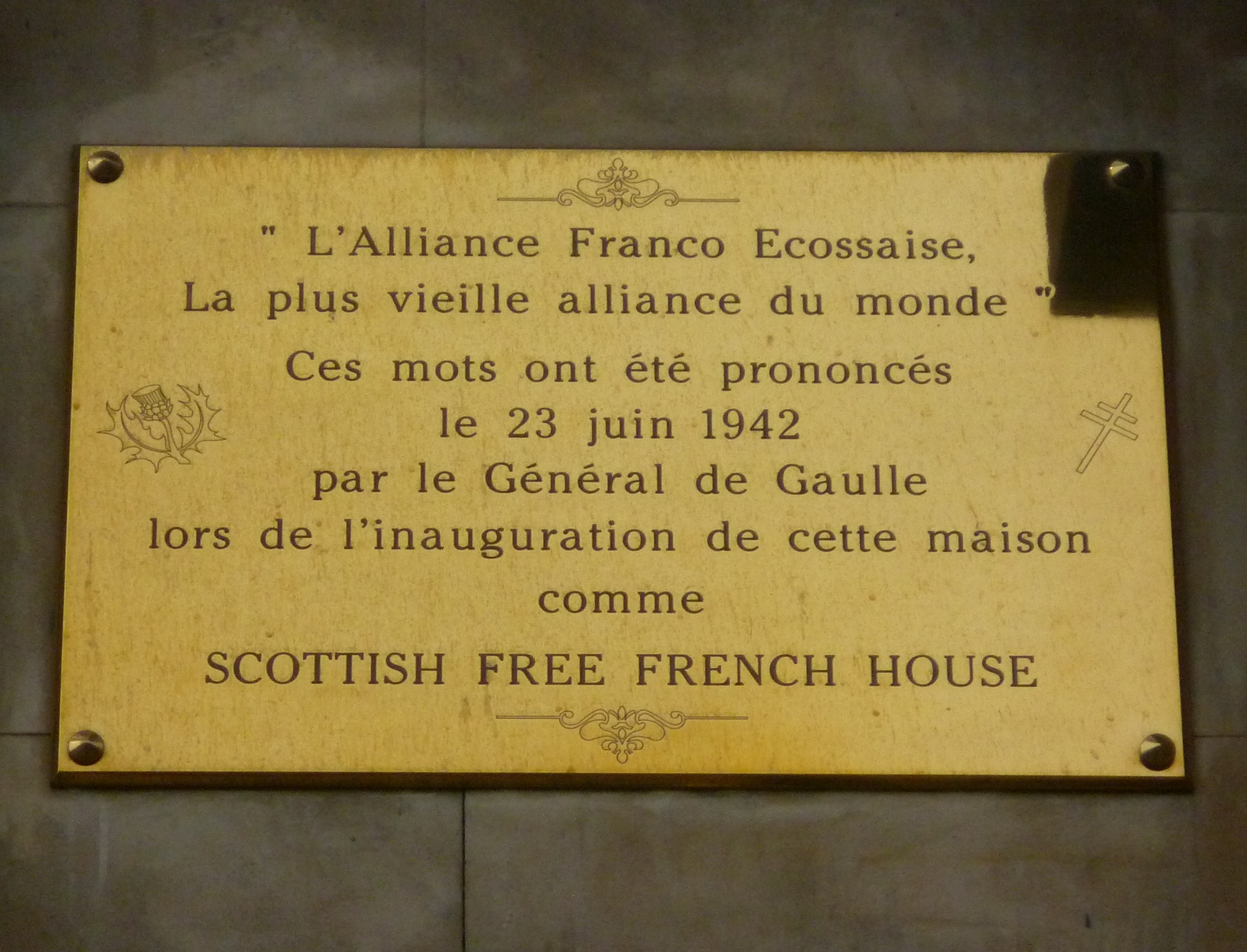
"La plus vieille alliance du monde" (세상에서 가장 오래된 동맹)

1942년 6월 에든버러에서 한 연설에서 샤를 드 골은 프랑스와 스코틀랜드 사이의 동맹을 "세상에서 가장 오래된 동맹"이라고 표현했다.
"프랑스의 운명을 결정한 다섯 세기 동안의 모든 전투에서 스코틀랜드인들은 프랑스인들과 항상 한편에서 싸웠고, 프랑스인들은 이런 우애를 지닌 여러분들보다 더 휼륭한 이들을 느껴본 적이 없었다."
1995년 양국 동맹 700주년을 기념한 행사가 열렸다. 

2011년 영국의 역사가 쇼반 탤벗 (Siobhan Talbott) 박사는 이 주제를 다룬 연구 결과를 출판했고 올드 동맹이 깨진 적이 없었다는 결론을 내렸다.

## 같이 보기
- 영국-프랑스 관계